# 黒田食品
黒田食品株式会社（くろだしょくひん）は、兵庫県神戸市兵庫区に本社を置く奈良漬を主とする漬物や味噌などの食品の製造販売をおこなう企業である。1913年創業。
2019年4月5日付で、輸入した中国産甘酢らっきょう製品の中に、残留農薬（イソプロカルブ）の数値が基準値を超えている商品があることが確認された。
しかし、商品自主回収に要する資金や人材確保のめどが立たず、事業継続は困難と判断し、法的手続きに移行することを公式ホームページ上で公表した。
これを受けて、「東海澱粉株式会社」公式サイトの「おしらせ」や「新着情報」において、本件に対するコメントが2019年4月8日付けで発表されている。

## 会社概要
「十一の奈良漬」でその名を知られる関西を地盤とする食品メーカー。同社が本社を置く神戸に近い阪神間が灘五郷で知られる日本酒の名産地であり、酒粕が容易に手に入ることから、長年にわたり奈良漬の製造を主としつつも、近年はそれ以外に様々な漬物を製造販売している。その他子会社を通じてコンビニエンスストアの経営もおこなっている。（2010年7月現在4店舗）
長いこと関西地域を地盤としていたが、1994年に埼玉県蓮田市に関連会社を設立したのを契機に、関東方面にも進出する。ちなみに同社の漬物は東京都港区新橋に店を構える「十一屋総本店」で販売されていると共に、縦長のネオンサインも設置されている。
かつては同社と同じく神戸に本社を置くサンテレビや、近畿広域圏内、広島県内などのテレビ局や大阪のラジオ局で長年に渡ってCMが放送されていたが、現在は放送されていない。